# Sadocus calcar
Sadocus calcar is een hooiwagen uit de familie Gonyleptidae.